# Godfried van Boulogne
Godfried van Boulogne (Boulonnais, eerste helft 11e eeuw – Parijs, 1 mei 1095) was bisschop van Parijs (1061-1095), in dienst van koning Filips I van Frankrijk. Tevens was hij kanselier (1075-1077 en 1081-1085) en aartskanselier van Frankrijk (1085-1095). Hij maakte de woelige periode in Frankrijk mee toen Filips I zijn vrouw Bertha van Holland verstoten had.

## Levensloop

### Atrecht
Godfried was afkomstig van het Grafelijk Huis van Boulogne en groeide op in de Boulonnais. Hij was oom van 3 kruisvaarders: Godfried van Bouillon, Boudewijn III en Eustaas III van Boulogne. Godfried was de zoon van Eustaas I, graaf van Boulogne-sur-Mer, en van Mathilde van Leuven, dochter van Lambert I, graaf van Leuven. Zijn klerikale carrière begon in het bisdom Atrecht. Hij werd er kanunnik en was lange tijd aartsdiaken van Atrecht (tot 1061).

### Parijs
In 1061 verkoos het kapittel van de Sint-Stefanuskathedraal in Parijs hem tot bisschop van Parijs. Dit viel vlak na de troonsbestijging van de minderjarige koning Filips I (1060). De steun voor zijn bisschopsambt kwam duidelijk van graaf Boudewijn de Grote, graaf van Vlaanderen en voogd van de jonge koning Filips I. In de jaren 1070-1071 bedreigde Robrecht I de Fries het graafschap Vlaanderen Bisschop Godfried vergezelde het leger van koning Filips I en was aanwezig op het slagveld bij Kassel (1071), waar de troepen van Robrecht I de Fries overwonnen. 
In 1074 riep bisschop Godfried de clerus van zijn bisdom samen voor een brief van paus Gregorius VII. De paus vroeg alle priesters te ontslaan die een bijzit hadden; dit gaf luid protest bij de priesters, abten en kanunniken van het bisdom Parijs. De heilige Gautier van Pontoise was het eens met de pauselijke brief doch soldaten van de koning smeten hem in een kerker. Godfried kreeg een lastige pauselijke nuntius bij zich omdat hij de pauselijke brief naast zich had neergelegd. De paus noemde de Franse bisschoppen honden die niet durfden blaffen (1074).
Van 1075 tot 1077 was Godfried een eerste periode kanselier van koning Filips I.

### Rome
Godfried kreeg het opnieuw lastig toen paus Gregorius VII zijn brief over het celibaat van de Franse clerus herhaalde (1077). De paus eiste trouw aan Rome op straffe van excommunicatie van onwillige bisschoppen. Bovendien ontsloeg de paus zijn neef, Godfried van Chartres, als bisschop van Chartres (1077). De reden was simonie : zijn neef had de bisschopszetel van Chartres gekocht (1077). Godfried reisde naar Rome om zijn naam te zuiveren (1078). Nadat struikrovers hem onderweg beroofd hadden, kwam hij berooid in Rome aan. De paus vergaf Godfried diens verwaarlozing van pauselijke instructies; ook herstelde de paus zijn neef Godfried als bisschop van Chartres in al zijn rechten.

### Parijs
Terug in Parijs werd bisschop Godfried opnieuw kanselier (1081-1085) ; bovendien bevorderde Filips I hem tot aartskanselier (1085). Dit was een eretitel voor kanselier Godfried die in zijn functie bleef; Godfried kreeg wel 3 notaris-kanseliers als medewerkers. Het was een periode waarin een kentering te zien was in de documenten van koning Filips I. Waar de koning tevoren de getrouwen van de Roomse Kerk aansprak, spraken de documenten meer en meer over de getrouwen van de koning. Het einde van de 11e eeuw was gekenmerkt door de politieke crisis toen Filips I zijn echtgenote Bertha van Holland, stiefdochter van Robrecht I de Fries, verstootte na 20 jaar huwelijk. Filips I huwde met Bertrada van Montfort. Het ging hier om dubbele echtbreuk aangezien beiden nog gehuwd waren in een vorig huwelijk. Filips I eiste duidelijkheid van de Franse bisschoppen, en nog het meest van die bisschoppen in het Franse kroondomein, waaronder Godfried. Een concilie in Reims (1094) op vraag van Filips I was vijandig gericht tegen paus Urbanus II, die de echtbreuken afkeurde. Het concilie bracht geen duidelijkheid. Godfried en de anderen wilden zich niet uitspreken voor de koning en dus tegen de paus. 
Godfried stierf een jaar later, toen duidelijk was dat paus Urbanus II Filips I (voor de eerste keer) in de ban van de kerk had geslagen (1095).    